# (33653) 1999 JR84
1999 JR84 (asteroide 33653) é um asteroide da cintura principal. Possui uma excentricidade de 0.10688790 e uma inclinação de 13.58392º.
Este asteroide foi descoberto no dia 12 de maio de 1999 por LINEAR em Socorro.